# Kathi Weeks
Kathi Weeks es una académica estadounidense, teórica feminista marxista y antitrabajo. Es conocida por la obra El problema del trabajo. Feminismo, marxismo, políticas contra el trabajo e imaginarios más allá del trabajo (2011).

## Biografía
Es doctora por la Universidad de Washington y actualmente es catedrática de Género, Sexualidad y Estudios Feministas en la Universidad Duke. Allí fue de 2012 a 2015 Directora de Estudios de Posgrado en Mujeres, y en 2018 Directora de Posgrado del Programa de Género, Sexualidad y Estudios Feministas. 
En 1998 publicó Constituting Feminist Subjects, y en 2000 coeditó con Michael Hardt el volumen The Jameson Reader, sobre el teórico cultural Fredric Jameson. Obtuvo mayor reconocimiento a raíz de la publicación en 2011 de El problema del trabajo: feminismo, marxismo, política antitrabajo e imaginarios postrabajo. El libro utiliza la teoría marxista de la reproducción social, incluida la literatura sobre la campaña Wages for Housework y el marxismo autonomista, para cuestionar que el trabajo sea necesariamente un bien social. Weeks defiende una sociedad post-trabajo donde las personas no vean su creatividad o agencia política constreñidas por las relaciones laborales. En relación con esto, lleva a cabo también una defensa de una renta básica universal desde presupuestos feministas marxistas.

## Libros

### Como autora
- Constituting Feminist Subjects (Cornell University Press, 1998). Reeditado en 2018 por Verso Books.
- The Problem with Work: Feminism, Marxism, Antiwork Politics and Postwork Imaginaries (Duke University Press, 2011).
  - Traducido al español como El problema del trabajo. Feminismo, marxismo, políticas contra el trabajo e imaginarios más allá del trabajo (Traficantes de Sueños, 2020).

### Como editora
- The Jameson Reader (con Michael Hardt) (Blackwell, 2000).